# Microphone Records
Microphone Records (lettisk: Mikrofona ieraksti eller kort form MicRec) er et lettisk pladeselskab og distributionsvirksomhed grundlagt i 1993 af den lettiske radiojournalist Elita Mīlgrāve og den lettiske pladeproducer og musiker Guntars Račs. Siden 1996 har Microphone Records en licensaftale med EMIGroup om marketing af EMI's og Virgin Records kunstnere i Baltikum. Microphone Records ejer de tre pladeselskaber MicRec, Aktiv og Raibā Taureņa Ieraksti, og fungerer også som officiel distributør for pladeselskaber som blandt andre Sony BMG, Playground Music Scandinavia og Elap Music.

## Tilknyttede notable kunstnere
- Brainstorm
- Raimonds Pauls
- F.L.Y.
- Aisha
- Lauris Reiniks
- Musiqq
- og andre